# Tournoi qualificatif de l'OFC des moins de 17 ans 2001
Navigation
Fidji 1999 Samoa américaines/Australie 2003
Le tournoi qualificatif de l'OFC de football des moins de 17 ans 2001 est la neuvième édition du tournoi qualificatif de l'OFC des moins de 17 ans qui a eu lieu aux Samoa et au Vanuatu en décembre 2000 et en mars 2001. L'équipe de Australie, sacrée championne d'Océanie lors de l'édition précédente remet son titre en jeu. Le vainqueur du tournoi est directement qualifié pour la prochaine édition de la Coupe du monde, qui aura lieu à Trinité-et-Tobago durant l'été 2001. 
Les équipes de Nouvelle-Calédonie et des Îles Cook déclarent forfait peu de temps avant le démarrage de la compétition.

## Équipes participantes
- Samoa - Coorganisateur
- Vanuatu - Coorganisateur
- Australie - Tenant du titre
- Papouasie-Nouvelle-Guinée
- Îles Salomon
- Nouvelle-Zélande
- Samoa américaines
- Tahiti
- Fidji
- Tonga

## Résultats
Les 10 équipes participantes sont réparties en 2 poules. Au sein de la poule, chaque équipe rencontre ses adversaires une fois. À l'issue des rencontres, le premier de chaque poule se qualifient pour la finale de la compétition, disputée en matchs aller et retour. 

### Groupe 1
- Rencontres disputées en décembre 2000 à Apia dans les Samoa.

| Rang | Équipe                     | Pts | J | G | N | P | Bp | Bc | Diff |  | Résultats (▼ dom., ► ext.) |  |     |     |     |      |
| ---- | -------------------------- | --- | - | - | - | - | -- | -- | ---- |  | -------------------------- |  | --- | --- | --- | ---- |
| 1    | Australie                  | 12  | 4 | 4 | 0 | 0 | 43 | 0  | +43  |  | Australie                  |  | 7-0 | 1-0 | 5-0 | 30-0 |
| 2    | Papouasie-Nouvelle-Guinée  | 9   | 4 | 3 | 0 | 1 | 11 | 9  | +2   |  | Papouasie-Nouvelle-Guinée  |  |     | 2-1 | 2-1 | 7-0  |
| 3    | Îles Salomon               | 6   | 4 | 2 | 0 | 2 | 20 | 3  | +17  |  | Îles Salomon               |  |     |     | 7-0 | 12-0 |
| 4    | Samoa                      | 3   | 4 | 1 | 0 | 3 | 5  | 17 | -12  |  | Samoa                      |  |     |     |     | 4-3  |
| 5    | Samoa américaines          | 0   | 4 | 0 | 0 | 4 | 3  | 53 | -50  |  | Samoa américaines          |  |     |     |     |      |
| 6    | Nouvelle-Calédonie forfait |     |   |   |   |   |    |    |      |  |                            |  |     |     |     |      |

### Groupe 2
- Rencontres disputées en mars 2001 à Port Vila au Vanuatu.

| Rang | Équipe            | Pts | J | G | N | P | Bp | Bc | Diff |  | Résultats (▼ dom., ► ext.) |  |     |     |     |      |
| ---- | ----------------- | --- | - | - | - | - | -- | -- | ---- |  | -------------------------- |  | --- | --- | --- | ---- |
| 1    | Nouvelle-Zélande  | 12  | 4 | 4 | 0 | 0 | 14 | 1  | +13  |  | Nouvelle-Zélande           |  | 3-1 | 2-0 | 1-0 | 8-0  |
| 2    | Vanuatu           | 7   | 4 | 2 | 1 | 1 | 16 | 3  | +13  |  | Vanuatu                    |  |     | 0-0 | 3-0 | 12-0 |
| 3    | Tahiti            | 5   | 4 | 1 | 2 | 1 | 1  | 2  | -1   |  | Tahiti                     |  |     |     | 1-0 | 0-0* |
| 4    | Fidji             | 3   | 4 | 1 | 0 | 3 | 9  | 5  | +4   |  | Fidji                      |  |     |     |     | 9-0  |
| 5    | Tonga             | 1   | 4 | 0 | 1 | 3 | 0  | 29 | -29  |  | Tonga                      |  |     |     |     |      |
| 6    | Îles Cook forfait |     |   |   |   |   |    |    |      |  |                            |  |     |     |     |      |

* Match annulé par la commission d'organisation de la compétition, le résultat officiel est un match nul, avec un point pour chaque équipe, qui ne pouvaient de toute façon pas prétendre à la première place avant la tenue de cette rencontre.

### Finale
| 4 avril 2001 | Australie                   | 3 - 0 | Nouvelle-Zélande | West Belconnen Sports Ground, Canberra        |                                               |
| 19:00        | Holman 47e · Agius 66e, 92e |       |                  | Spectateurs : 1 400 Arbitrage : Harry Attison | Spectateurs : 1 400 Arbitrage : Harry Attison |

| 8 avril 2001 | Nouvelle-Zélande | 0 - 6 | Australie                                                                | Bill McKinlay Park, Auckland                |                                             |
| 13:00        |                  |       | Howe 14e (csc) · Danze 39e · Engele 56e, 78e · Hunter 70e · T. Smith 74e | Spectateurs : 2 000 Arbitrage : Lencie Fred | Spectateurs : 2 000 Arbitrage : Lencie Fred |

- L'Australie se qualifie pour la Coupe du monde 2001 (score cumulé 9-0).

## Sources et liens externes
- (en) Feuilles de matchs et infos sur RSSSF